# Blair (Nebraska)
Blair es una ciudad ubicada en el condado de Washington en el estado estadounidense de Nebraska. En el Censo de 2010 tenía una población de 7990 habitantes y una densidad poblacional de 559,88 personas por km².

## Geografía
Blair se encuentra ubicada en las coordenadas 41°32′30″N 96°8′7″O / 41.54167, -96.13528. Según la Oficina del Censo de los Estados Unidos, Blair tiene una superficie total de 14.27 km², de la cual 14.23 km² corresponden a tierra firme y (0.31%) 0.04 km² es agua.

## Demografía
Según el censo de 2010, había 7990 personas residiendo en Blair. La densidad de población era de 559,88 hab./km². De los 7990 habitantes, Blair estaba compuesto por el 96.45% blancos, el 0.81% eran afroamericanos, el 0.25% eran amerindios, el 0.29% eran asiáticos, el 0.06% eran isleños del Pacífico, el 1% eran de otras razas y el 1.14% pertenecían a dos o más razas. Del total de la población el 2.93% eran hispanos o latinos de cualquier raza.